# IEC 60870-5-101
IEC 101 (IEC 60870-5-101) es una norma internacional preparada por TC57 para la monitorización de los sistemas de energía, sistemas de control y sus comunicaciones asociadas. Es totalmente compatible con las normas IEC 60870-5-1 y IEC 60870-5-5 y su uso estándar es en serie y asíncrono para el telecontrol de canales entre DTE y DCE. El estándar es adecuado para múltiples configuraciones como la de punto a punto, estrella, multidropped, etc.

## IEC 104
IEC 60870-5-104 (IEC 104) es una extensión del protocolo IEC 101 con cambios en los servicios de la capa de transporte, de la capa de red, de la capa de enlace y de la capa física para satisfacer la totalidad de accesos a la red. El estándar utiliza la interfaz de red TCP/IP para disponer de conectividad a la red LAN (Red de Área Local) con diferentes routers instalación (RDSI, X.25, Frame relay, etc.) también se puede usar para conectarse a la WAN (Wide Area Network). La capa de aplicación IEC 104 se conserva igual a la de IEC 101 con algunos de los tipos de datos y los servicios no utilizados. Existen dos capas de enlace definidas en la norma, que son adecuadas para la transferencia de datos a través de Ethernet o una línea serie (PPP - Point-to-Point Protocol).
Generalmente para los sistemas de energía se utiliza el protocolo IEC 104 para el centro telecontrol y el protocolo IEC 101 para la interacción con las remotas de campo.

## Modos de transmisión
Transmisión no balanceada
- Una estación primaria inicia todas las transmisiones de mensajes.

- Implica funcionamiento bajo 'polling'. Se interroga periódicamente a las Remotas. Las Remotas solo pueden transmitir cuando son interrogadas.

Transmisión balanceada
- Cualquier estación es primaria y secundaria a la vez y puede iniciar una transmisión de mensajes.

- Permite que las Remotas generen respuestas espontáneas. Permite que parte de la información se transmita espontáneamente y otra por 'polling'.

### Procedimientos de transmisión balanceados
SEND/NO REPLYSe envían mensajes sin esperar confirmación a nivel de enlace (modo datagrama).
SEND/CONFIRMLos mensajes deben ser validados por el receptor con una trama de CONFIRM. El emisor no puede enviar otro mensaje hasta que reciba el CONFIRM del mensaje anterior (ventana 1).
REQUEST/RESPONDEl emisor solicita el estado del nivel de enlace y el receptor envía un RESPOND con este estado.

### Formatos de trama
| Formato de trama | Tipo      | Distancia de Hamming | Longitud Máxima | Características                                          |
| ---------------- | --------- | -------------------- | --------------- | -------------------------------------------------------- |
| FT1.1            | Asíncrono | 2                    | 128             | Por octeto: - 1 bit Start - 8 bits Datos - 1 bit Paridad |
| FT1.2            | Asíncrono | 4                    | 255             | Como FT1.1 más un checksum de 8 bits por trama.          |
| FT2              | Síncrono  | 4                    | 255             | Hasta 15 octetos de datos más un CRC de 8 bits.          |
| FT3              | Síncrono  | 6                    | 255             | Hasta 16 octetos de datos más un CRC de 16 bits.         |

## Características del protocolo
El protocolo IEC 60870-5-104 define el uso de una red TCP/IP como medio de comunicación.

### Ventajas de una red TCP/IP
- No es necesario software específico de red en los sistemas finales
- No son necesarias funcionalidades de routing en los sistemas finales
- No es necesaria la gestión de la red en los sistemas finales
- Facilita que el sistema final lo suministre un especialista en telecontrol
- Facilita que los routers los suministren especialistas en telecomunicaciones
- Un cambio en el tipo de red requiere solo un cambio en el tipo de router, sin afectar a los sistemas finales

## Otras normas relacionadas
- IEC 60870-5
- IEC 60870-5-103
- IEC 61850
- DNP3